# Julius Jasko
Julius (Julien) Jasko (* 1961) je bývalý československý a později francouzský zápasník – klasik.

## Sportovní kariéra
Zápasení se věnoval od 13 let v Krnově v klubu TJ Lokomotiva. Na středoškolská studia se přesunul do Ostravy, kde se připravoval v klubu TJ Baník. Do československé reprezentace klasiků vedené Vítězslavem Máchou, se prosadil v olympijském roce 1984 v lehké váze do 68 kg, po přestupu Jaroslava Zemana do vyšší velterové váhy do 74 kg. O start na olympijských hrách v Los Angeles ho však připravil bojkot zemí východního bloku. Olympijskou formu potvrdil v červenci na kompenzačním turnaji Družba 84 (Truc olympiádě), kde ho po výborném výkonu zastavil až ve finále běloruský Sovět Michail Prokudin 2:6 na technické body.
V roce 1985 se po srpnovém mistrovství světa v Oslu (Kolbotnu) rozhodl na západě zůstat. Azyl mu poskytla později Francie. Ve Francii však neměl optimální podmínky pro přípravu a jeho maximem bylo čtvrté místo na Středomořských hrách v roce 1987.

### Výsledky v zápasu řecko-římském
| Olympijské hry     | —   |     |
| Mistrovství světa  |     | úč. |
| Mistrovství Evropy | úč. | úč. |